# Sixième République (Corée du Sud)
Pour les articles homonymes, voir Sixième République.
Depuis 1987
La Sixième République, officiellement la république de Corée, est le régime politique républicain en vigueur en Corée du Sud depuis le 19 décembre 1987. Ce régime succède à la Cinquième République qui avait été établie en 1981. La révision constitutionnelle du 25 février 1988 marque l'adoption définitive de la Sixième République. Il fait du pays une république à régime présidentiel, permettant aux Coréens de participer à la vie politique nationale.

## Contexte
Depuis le 3 mars 1981, la Cinquième République est en vigueur en Corée du Sud. Elle est établie par le général Chun Doo-hwan, un militaire proche du président et dictateur sud-coréen Park Chung-hee, en réponse à l'instabilité politique consécutive à l'assassinat de Park en octobre 1979. Ce nouveau régime est une république semi-présidentielle à parti unique sous dictature militaire. Elle a pour objectif de réformer en profondeur la Corée du Sud, c'est-à-dire de démocratiser et démanteler le système autocratique de Park.
La Cinquième République est l'objet de nombreuses critiques de la part de sa propre population, menant notamment au soulèvement de Gwangju, un mouvement social étudiant et syndical né en réponse au coup d'état de 1980. Sept ans plus tard, le mouvement démocratique qui se tient du 10 au 29 juin 1987 regroupe entre 2 et 5 millions de manifestants qui réclament l'instauration d'une véritable démocratie en Corée du Sud. Face à la pression populaire et ne voulant pas créer davantage d'instabilité à l'approche des Jeux olympiques d'été de 1988 de Séoul, le gouvernement en place accepte un changement de régime : c'est la naissance de la Sixième République sud-coréenne.

## Histoire

### La transition démocratique, 1987-1988
La Corée du Sud réalise sa transition démocratique en moins d'un an, entre juin 1987 et février 1988. Le 29 juin 1987, le candidat du gouvernement à la présidentielle, Roh Tae-woo, cède à la pression populaire et fait la Déclaration du 29 juin (en), qui met en place la tenue d'élections présidentielles directes et rétablit les droits civils. En octobre 1987, la révision constitutionnelle est approuvée par référendum populaire. Les premières élections directes sud-coréennes ont lieu en décembre 1987, mettant fin à la Cinquième République,.
Lors de l'élection présidentielle de 1987, Roh Tae-woo est élu président de la république de Corée avec 36,6% des voix exprimées. Il entre en fonction le 25 février 1988.

### Roh Tae-woo, 1988-1993

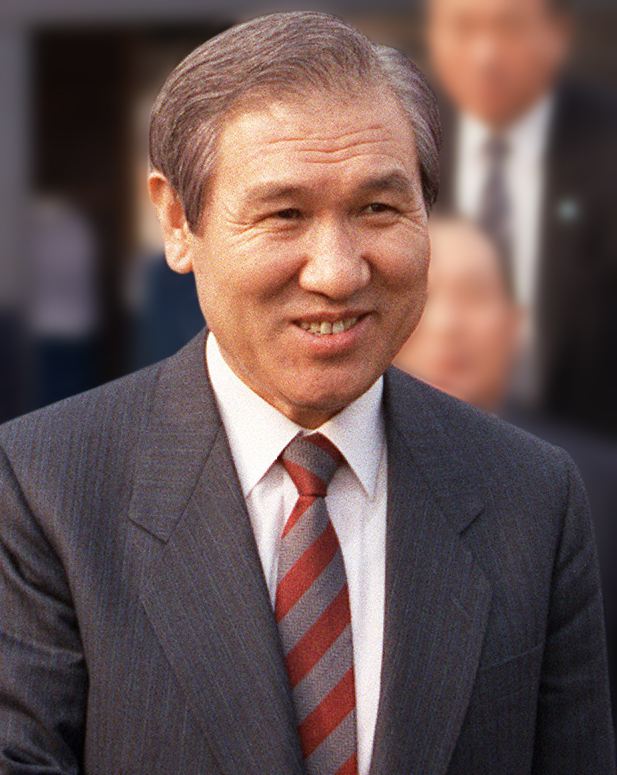
Roh Tae-woo en 1989

Lorsque Roh Tae-woo devient le 13e président de la Corée du Sud, aucun président n'a été élu directement dans le pays depuis 16 ans. Bien que Roh ait fait partie du gouvernement militaire au pouvoir jusqu'à présent et qu'il ait à ce titre été l'un des participants au coup d'État du 12 décembre 1979 à Séoul, l'incapacité des chefs des partis d'opposition Kim Dae-jung et Kim Young-sam à s'entendre sur une candidature commune l'a conduit à être élu président. La première femme candidate à la présidentielle, Hong Sook-ja, a même abandonné la course pour soutenir Kim Young-sam contre Roh.
Le gouvernement Roh souhaite se débarrasser le plus rapidement des vestiges du régime autoritaire en révisant les lois et les décrets en vigueur afin de les rendre démocratiques. La liberté de la presse est ainsi élargie, les universités deviennent autonomes et les restrictions de voyage à l'étranger sont levées. Ces mesures n'ont pas empêché le ralentissement de la croissance de l’économie par rapport aux années 1980, ce qui a entraîné une stagnation des exportations, et la hausse des prix des matières premières.
Peu de temps après l'investiture de Roh ont lieu les Jeux olympiques d'été de Séoul, qui ont permis d'augmenter le prestige international de la Corée du Sud et a grandement influencé les politiques étrangères envers le pays. Le gouvernement Roh annonce un nouveau plan d'unification de la Corée, la Nordpolitik, qui vise à établir des relations diplomatiques avec l'Union soviétique, la Chine et les pays d'Europe de l'Est afin d'isoler davantage la Corée du Nord,.
Un événement historique survient en 1990 lorsque la Corée du Nord accepte l'ouverture des échanges entre les deux Corées, ce qui donne lieu à davantage de discussions diplomatiques entre les deux entités et à des rencontres culturelles et sportives. En 1991, un communiqué commun sur la dénucléarisation est adopté, ce qui permet aux deux Corées de devenir simultanément membres de l'ONU,.

### Kim Young-sam, 1993-1998

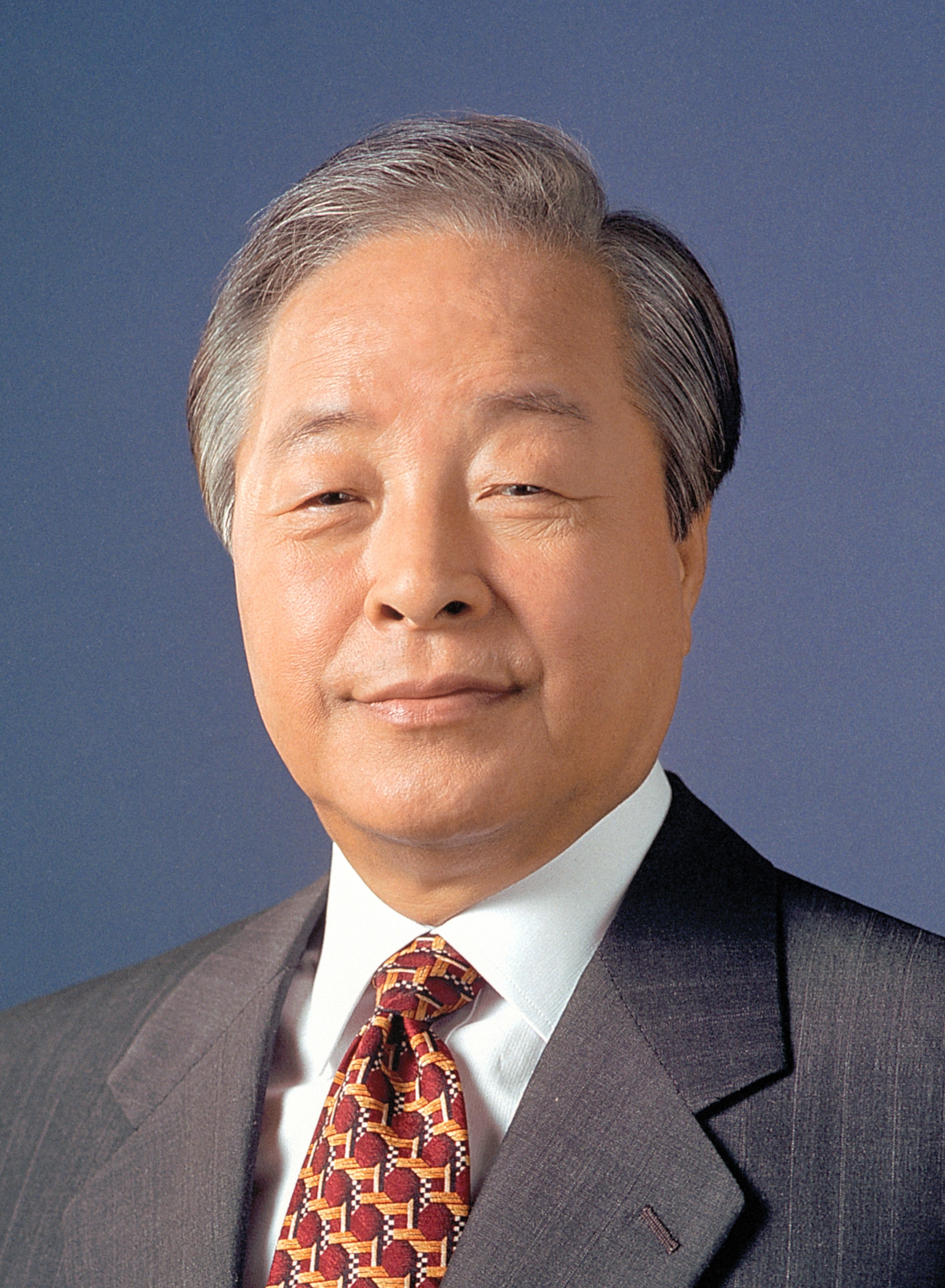
Le portrait officiel de Kim Young-sam en 1993

Kim Young-sam est élu président lors des élections de 1992. Il devient le premier président civil du pays en 30 ans (depuis 1962) et a pour programme politique la construction d'une « Nouvelle Corée ». Son gouvernement entreprend à ce titre de corriger les erreurs des administrations précédentes. Des élections municipales ont eu lieu en 1995 et des élections législatives en 1996. En réponse à la demande populaire, les anciens présidents Chun et Roh sont accusés d'avoir perçu des pots-de-vin, d'avoir utilisé des fonds illégaux et, dans le cas de Chun, d'être responsable du massacre de Gwangju. Ils sont jugés puis condamnés à des peines de prison,.
Les relations avec la Corée du Nord s'améliorent et un sommet est prévu, mais reporté sine die en raison de la mort de Kim Il-sung. Dès lors, les relations diplomatiques fluctuent entre les deux Corées, alternant entre petits incidents militaires et excuses. Le président Kim Young-sam mène d'importantes réformes financières et économiques, ce qui permet au pays de rejoindre l'OCDE en 1996. En même temps, il est aux prises avec des scandales politiques et financiers impliquant son fils. Pendant ce mandat, le pays est confronté à diverses catastrophes qui ont coûté de nombreuses vies : une collision ferroviaire et le naufrage d'un navire en 1993, l'effondrement du pont Seongsu en 1994 et l'effondrement du grand magasin Sampoong en 1995. La somme de ces évènements fragilisent le gouvernement en place.
En 1997, le pays n'est pas épargné par la crise économique asiatique. Le gouvernement est contraint de contacter le Fonds monétaire international (FMI) afin qu'il débloque des fonds de secours. Cette instabilité économique et financière est bénéfique au chef de l'opposition Kim Dae-jung, qui remporte l'élection présidentielle la même année,. C'est la première fois qu'un candidat de l'opposition remporte la présidence.

### Kim Dae-jung, 1998-2003

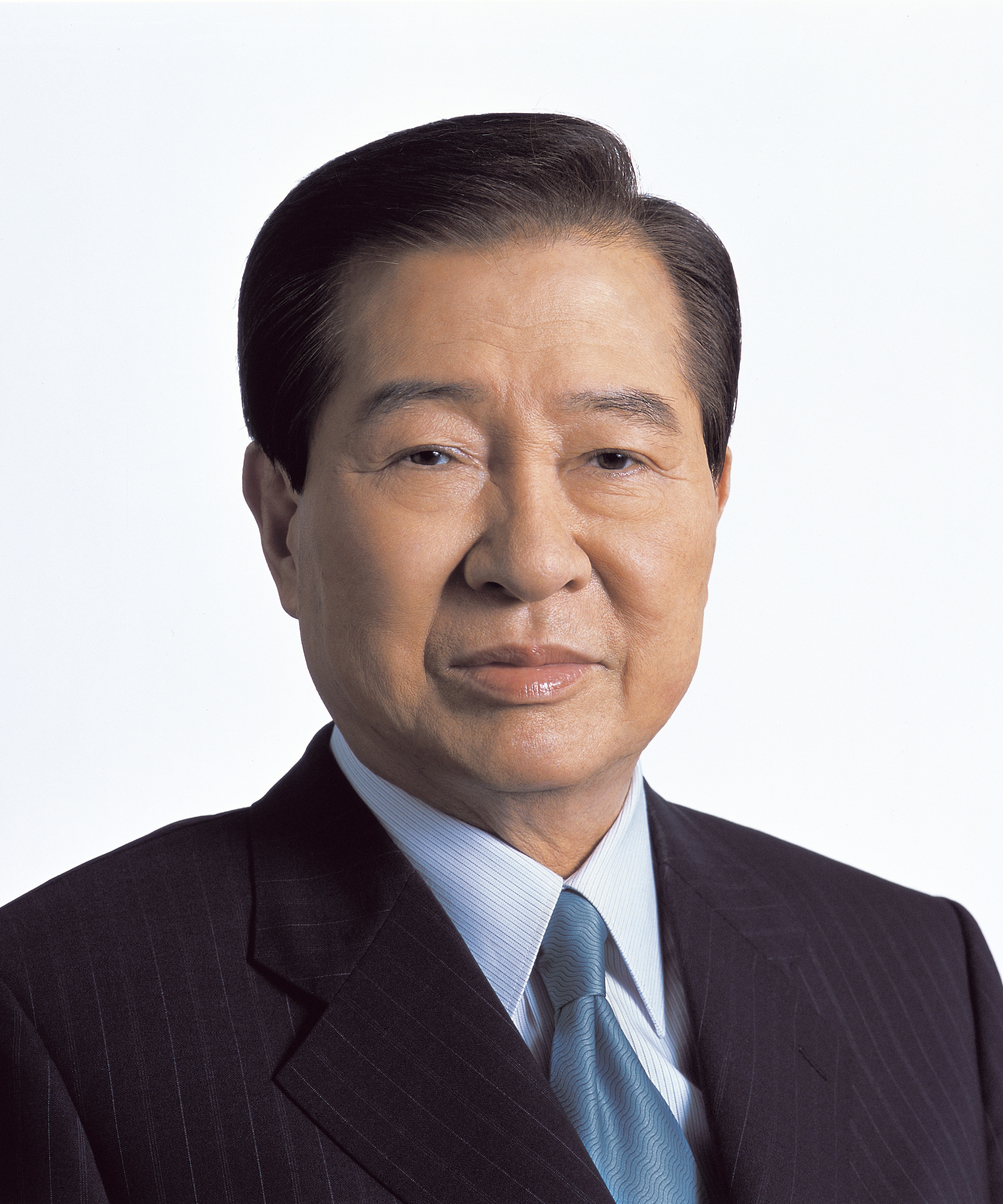
Le portrait officiel de Kim Dae-jung en 1998

Kim Dae-jung devient officiellement président en février 1998. La démocratie sud-coréenne survit à la passation de pouvoir entre le parti au pouvoir et celui d'opposition. Lorsque le gouvernement Kim arrive au pouvoir, il doit prendre une multitude de décisions importantes destinées à surmonter la crise économique. Grâce aux efforts conjoints du gouvernement pour attirer les investissements étrangers, à la coopération du secteur industriel et à la campagne citoyenne de collecte d'or, le pays parvient à sortir de la crise dans un laps de temps relativement court,.
Le gouvernement a ensuite pu mettre l'accent sur la reconstruction industrielle des chaebols, l'établissement d'un système national de retraite en 1998, la mise en place de réformes éducatives, l'accentuation de son soutien au domaine informatique et l'enregistrement de biens culturels remarquables au patrimoine mondial de l'UNESCO. La Coupe du monde de football 2002, co-organisée avec le Japon, est un événement culturel majeur qui a permis de réunir des milliers de supporters dans des stades coréens,.
En ce qui concerne la diplomatie, Kim Dae-jung a poursuivi la « politique du rayon de soleil », qui regroupe un ensemble d'efforts bilatéraux visant à une réconciliation coréenne. A son apogée, des réunions des familles séparées depuis la guerre de Corée ont pu avoir lieu, et un sommet a été tenu avec le dirigeant nord-coréen Kim Jong-il. Pour ces efforts, Kim Dae-jung a reçu le prix Nobel de la paix en 2000.

### Roh Moo-hyun, 2003–2008

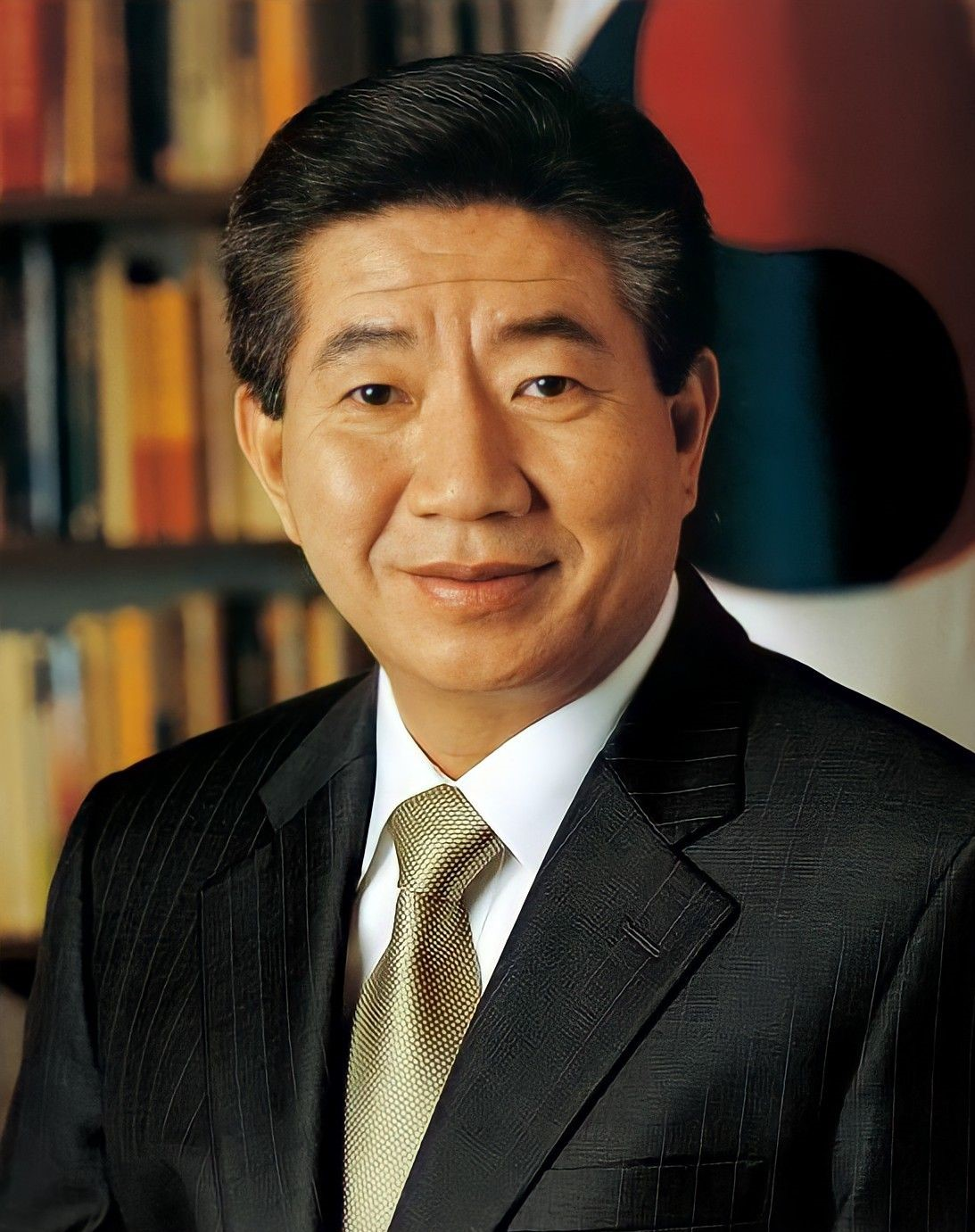
Le portrait officiel de Roh Moo-hyun en 2003

Roh Moo-hyun est élu président en décembre 2002,. Sa victoire est liée à un large soutien de la part des jeunes et des militants des droits civiques qui voyaient en lui la possibilité d'une démocratie participative. L'administration de Roh prend ses fonctions avec comme devise d'être le « gouvernement de la participation ». Contrairement aux gouvernements précédents, l’administration décide d’adopter une vision à long terme et de mettre en œuvre les réformes de manière progressive, selon l'état du marché. Cette approche n'a toutefois pas plu aux électeurs qui, à la fin de 2003, faisaient déjà baisser les taux d'approbation de la politique en vigueur.
L'administration Roh parvient toutefois à surmonter le régionalisme dans la politique sud-coréenne, à diluer les liens de collusion entre la politique et les affaires, à responsabiliser la société civile, à régler la question de l'accord de libre-échange Corée-États-Unis, à poursuivre les négociations avec la Corée du Nord et à lancer son réseau de trains à grande vitesse KTX. Mais malgré l'essor du marché boursier, le taux de chômage des jeunes reste élevé, les prix de l'immobilier grimpent en flèche et l'économie est à la traîne.
En mars 2004, l'Assemblée nationale destitue Roh pour avoir violé les lois électorales et avoir eu recours à de la corruption. Cette décision a poussé ses partisans à se rassembler, ce qui a eu une influence sur le résultat des élections législatives d'avril, le parti au pouvoir étant devenu majoritaire. Roh retourne au pouvoir en mai après que la Cour constitutionnelle ait annulé la décision parlementaire. Le parti au pouvoir perd par la suite sa majorité au parlement lors des élections partielles de 2005, car l'arrêt des projets de réforme, les mouvements sociaux continus, les querelles personnelles entre Roh et les médias et les tensions diplomatiques avec les États-Unis et le Japon ont fait naître des critiques sur la compétence du gouvernement en matière de politique, d'économie sociale et d'affaires étrangères,,.
En avril 2009, après avoir quitté ses fonctions, Roh Moo-hyun et les membres de sa famille ont fait l'objet d'une enquête pour pots-de-vin et corruption. Roh nie les accusations, mais finit par se suicider le 23 mai 2009 en se jetant dans un ravin,,.

### Lee Myung-bak, 2008–2013

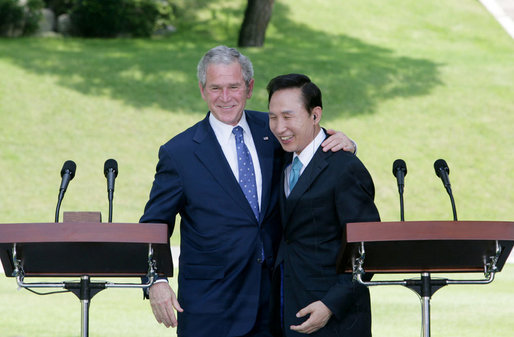
Lee Myung-bak et George W. Bush en août 2008

Le successeur de Roh, Lee Myung-bak, devient président en février 2008. Indiquant le « pragmatisme créatif » comme principe directeur, l'administration de Lee a entrepris de revitaliser une économie en déclin, de redynamiser les relations diplomatiques, de stabiliser la protection sociale et de relever les défis de la mondialisation,. En avril 2008, le parti au pouvoir obtient la majorité aux élections législatives. Le même mois, des pourparlers avec les États-Unis ont permis d'aborder la question de l'accord de libre-échange entre les deux pays, ce qui a contribué à apaiser les tensions entre les deux pays provoquées par les administrations précédentes. Lee a accepté de lever l'interdiction sur les importations de bœuf américain, ce qui a provoqué des manifestations massives dans les mois qui ont suivi, alors que la paranoïa face à une éventuelle maladie de la vache folle se diffusait largement dans le pays.
De nombreux problèmes ont tourmenté le gouvernement, à commencer par l'incendie criminel des portes de Namdaemun, où le gouvernement a été accusé de ne pas avoir assuré une sécurité adaptée. D'autres controverses ont surgi au fil des années, concernant la nomination de hauts fonctionnaires du gouvernement, les conflits politiques endémiques, les accusations d'oppression des médias et les relations diplomatiques tendues avec la Corée du Nord et le Japon. L'économie nationale est affectée par la crise économique mondiale, la pire crise économique ayant frappé le pays depuis 1997. L'administration Lee tente de résoudre ces problèmes en publiant activement des déclarations, en remaniant le cabinet et en mettant en œuvre des réformes administratives et industrielles.
Après des réformes judiciaires et économiques, l'économie a rebondi, entrant à nouveau en croissance et se remettant apparemment de la récession mondiale,. L'administration a également cherché à améliorer ses relations diplomatiques en organisant des pourparlers avec les États-Unis, la Chine et le Japon et en participant à un sommet de l'ASEAN, afin de renforcer ses liens avec les autres pays asiatiques. Le sommet du G20 de 2010 s'est tenu à Séoul, où les sujets liés à la crise économique mondiale ont été abordés.
En octobre 2020, la Cour suprême sud-coréenne a confirmé la peine de 17 ans de prison prononcée contre l’ancien président Lee Myung-bak, reconnu coupable d'avoir accepté des pots-de-vin avant et pendant sa présidence.

### Park Geun-hye, 2013–2017

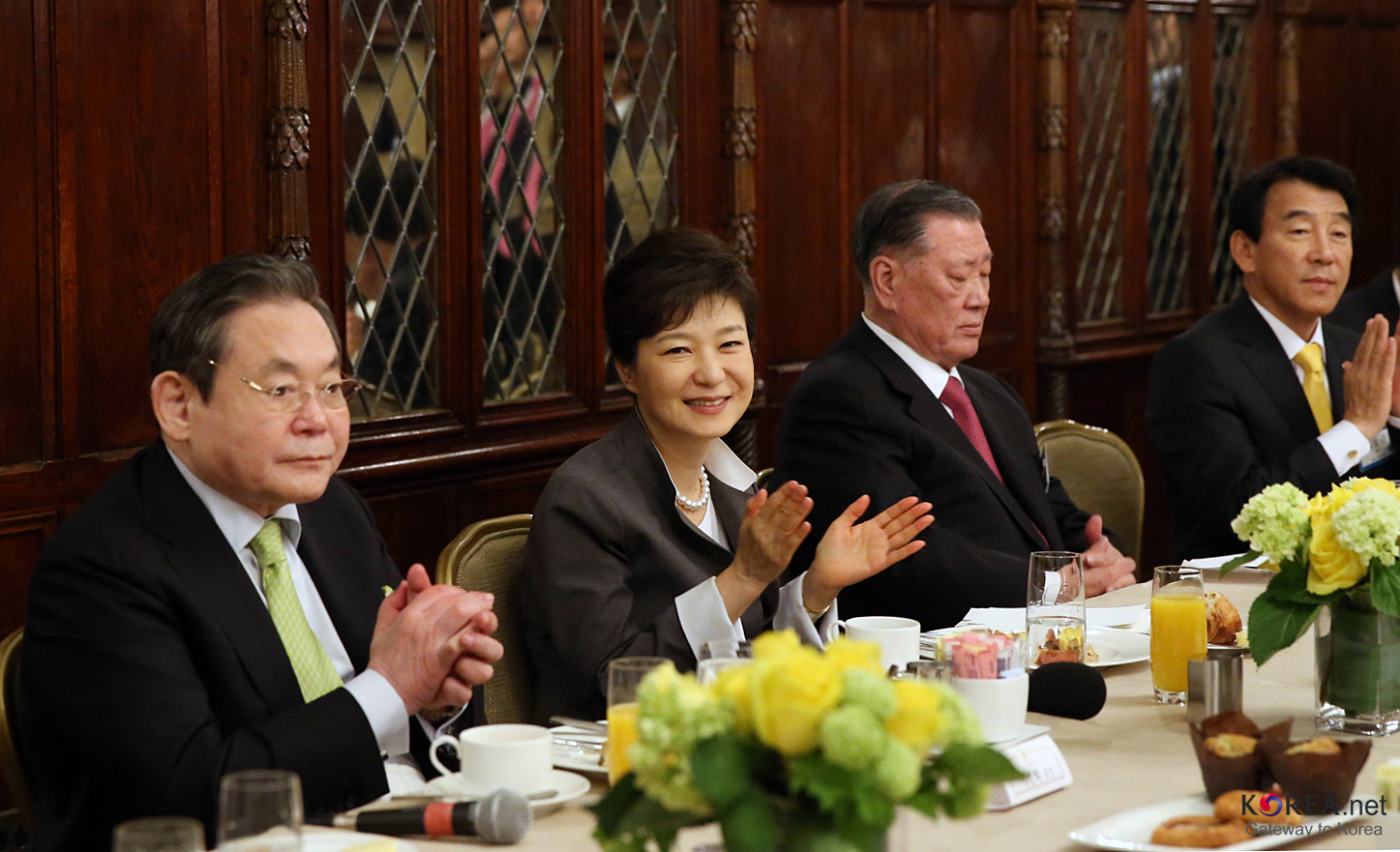
Park Guen-hye en 2013 avec Lee Kun-hee et Chung Mong-koo

Park Geun-hye devient présidente en février 2013. Elle est la onzième présidente de la Corée du Sud, et est la fille aînée du troisième président de la Corée du Sud, Park Chung-hee. Elle a été la première femme à être élue présidente de la Corée du Sud, et la première cheffe d'État élue en Asie du Nord-Est. Sa réputation est entachée pendant sa présidence par son incompétence dans la gestion du naufrage du Sewol, de l'épidémie de MERS, et plus tard par un scandale majeur de corruption, qui conduit à sa destitution en décembre 2016,.
Le scandale Choi Soon-sil connaît un retentissement national après la diffusion de reportages de plusieurs agences de presse (dont JTBC) en 2016. Plusieurs manifestations d'envergure nationale sont menées hebdomadairement, avec un nombre maximum de participants atteignant plus de 2,3 millions (selon les organisateurs). Ces manifestations se sont révélées être la plus grande série de manifestations de masse de l’histoire de la Corée. Les manifestations se sont poursuivies même après que le Congrès a voté la destitution de Park. Le Premier ministre Hwang Kyo-ahn assure l'intérim de la présidence en attendant la conclusion des enquêtes sur Park Geun-hye. La mise en accusation est confirmée par la Cour constitutionnelle le 10 mars 2017, mettant fin à la présidence de Park et la forçant à quitter ses fonctions.
En avril 2018, l’ancienne présidente Park Geun-hye est condamnée à 24 ans de prison pour abus de pouvoir et corruption, puis est graciée en décembre 2021.

### Moon Jae-in, 2017–2022

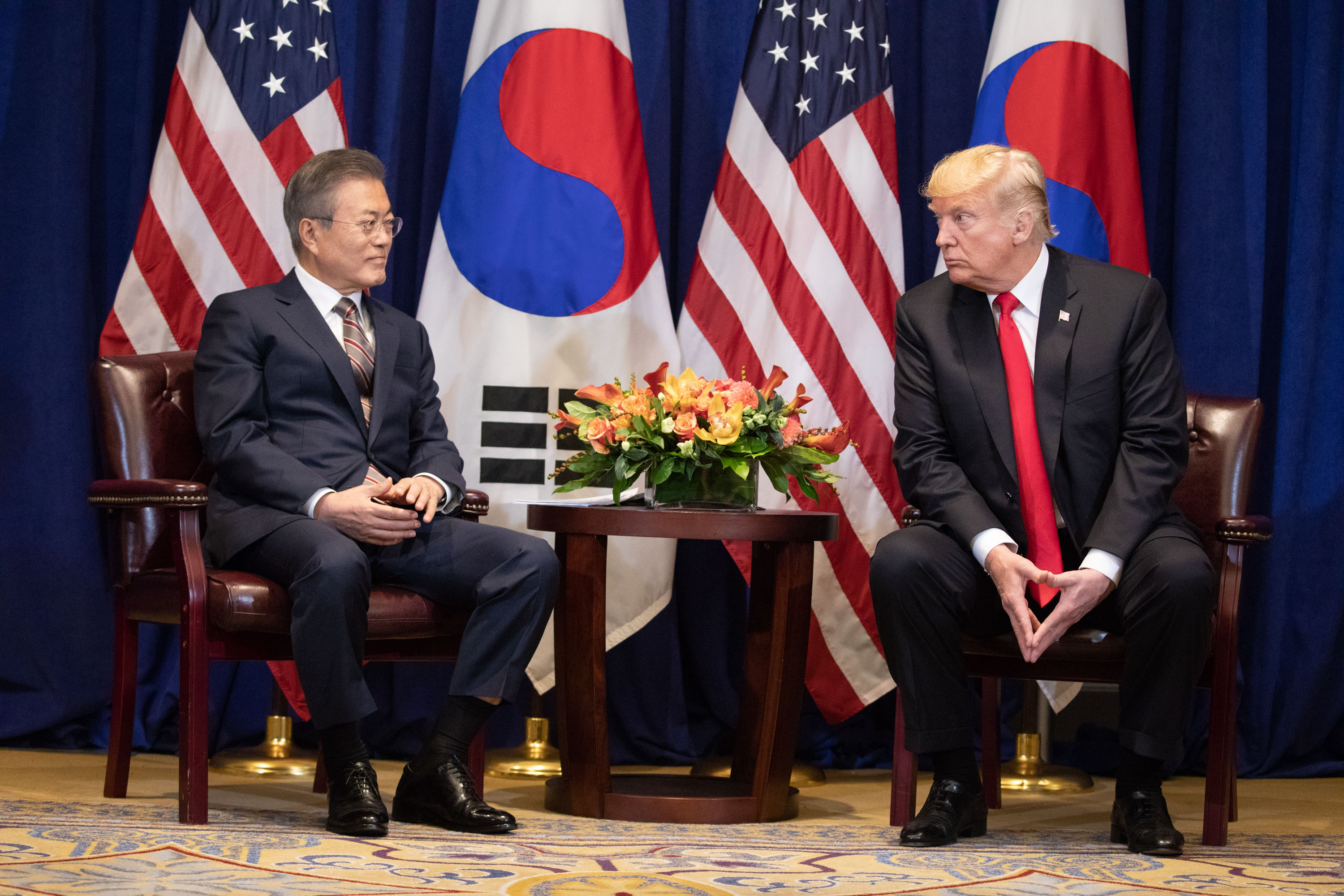
Moon Jae-in et Donald Trump le 24 septembre 2018 à New York

Moon Jae-in devient président le 10 mai 2017. Son mandat est marqué par une amélioration des relations politiques avec la Corée du Nord, une divergence croissante dans l'alliance militaire avec les États-Unis et l'organisation réussie des Jeux olympiques d'hiver à Pyeongchang. Moon Jae-in rencontre le président nord-coréen Kim Jong-un lors des sommets inter-coréens d'avril 2018, de mai 2018 et de septembre 2018,. Lors de la pandémie de Covid-19, le président Moon a acquis une réputation positive tant au niveau national qu’international grâce à sa bonne gestion de la situation sanitaire. Cependant, les vagues ultérieures de l'épidémie en 2021 ont fait chuter cette appréciation. En 2021, la Corée du Sud a enregistré plus de décès que de naissances, ce qui a entraîné un déclin démographique pour la première fois de son histoire.
En avril 2020, le Parti démocrate du président Moon a remporté une victoire écrasante aux élections législatives. Il remporte 180 sièges sur les 300 membres de l'Assemblée nationale avec ses alliés. Le parti d'opposition Pouvoir au peuple a remporté 103 sièges.
Le président Moon termine son mandat le 9 mai 2022. Son successeur, le candidat de Pouvoir au peuple Yoon Suk-yeol, a pris ses fonctions le 10 mai 2022 après avoir remporté de justesse l'élection présidentielle sud-coréenne de 2022.

### Yoon Suk-yeol, 2022-2025

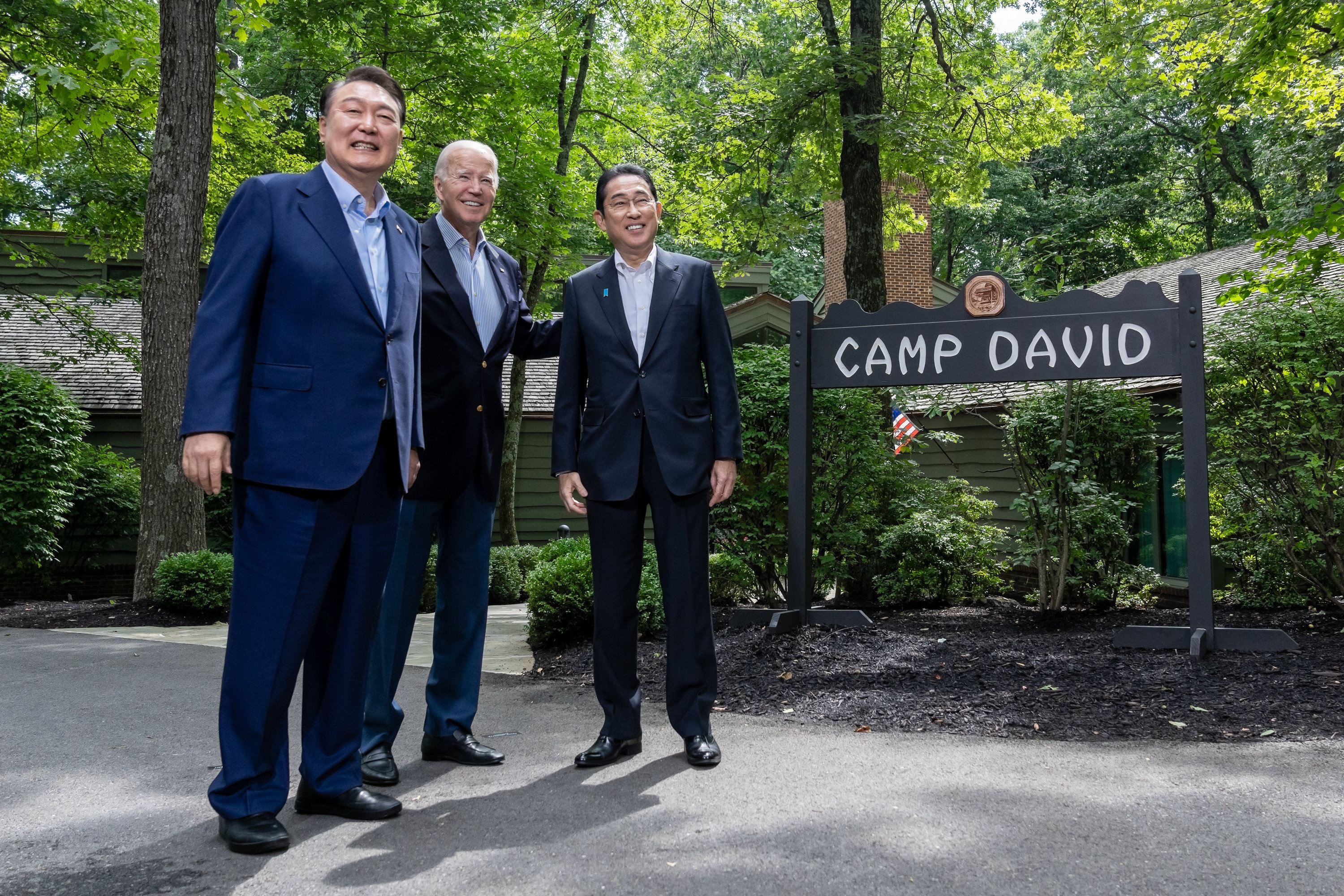
Yoon Suk-yeol (gauche), Joe Biden (centre) et Fumio Kishida (droite) à Camp David le 18 août 2023

Le 29 octobre 2022, au moins 153 personnes sont mortes dans un mouvement de foule survenu à Halloween dans le quartier d'Itaewon à Séoul. Le président Yoon a décrété une journée de deuil national.
Lors d'une allocution télévisée prononcée le 3 décembre 2024, Yoon Suk-yeol décrète l'instauration de la loi martiale, prétextant qu'elle est nécessaire pour lutter contre les « forces communistes nord-coréennes » qui auraient pris le pouvoir au parlement par le truchement du Parti démocrate. Les activités des partis politiques sont interdites et le bâtiment abritant l'Assemblée nationale est aussitôt placé sous scellés.
Cette décision provoque une crise politique qui aboutit à sa destitution et à son arrestation pour rébellion le 15 janvier 2025. Une crise politique aboutit à l'élection présidentielle anticipée, scrutin au cours duquel c'est Lee Jae-myung, candidat démocrate malheureux de l'élection de 2021, qui est élu président. 